# Рибалка Сергій Вікторович
Сергій Вікторович Рибалка (нар. 22 липня 1978, Дніпропетровськ) — народний депутат України, голова Комітету з питань фінансової політики та банківської діяльності (2014—2017), член фракції Радикальної партії Олега Ляшка.
Колишній заступник міністра екології, колишній заступник голови Національного агентства з питань підготовки та проведення Євро-2012 в Україні, колишній радник гендиректора з юридичних питань ТОВ «Снек-Експорт».

## Життєпис

### Освіта
2000 — закінчив Національну металургійну академію України за фахом «Металургія чорних металів».
2003 — закінчив Юридичну академію МВС за спеціальністю «Правознавство».
2010 — захистив кандидатську дисертацію в ДНУ, кандидат політичних наук.

### Трудова діяльність
серпень 2001 — січень 2003 — інженер з охорони праці та техніки безпеки за трудовою угодою, начальник відділу з охорони праці фізичної особи-підприємця Каблюка А. В.
Вересень 2002 — січень 2005 — директор з юридичних питань в Товаристві з обмеженою відповідальністю «Марком».
Січень 2005 — липень 2007 рр. — директор з юридичних питань в Товаристві з обмеженою відповідальністю «Снек Експорт».
07.2007 — 04.2008 рр. — радник генерального директора з юридичних питань в Товаристві з обмеженою відповідальністю «Снек Експорт».
04.2008 — 01.2009 рр. — Заступник Голови Національного агентства України з питань підготовки та проведення в Україні фінальної частини чемпіонату Європи 2012 року з футболу — начальник управління по роботі з регіонами.
З лютого 2009 року по березень 2010 — заступник Міністра охорони навколишнього природного середовища.
Березень 2010 — листопад 2014 — радник генерального директора з юридичних питань ТОВ «Снек-Експорт» (Дніпропетровськ).

### Підприємницька діяльність
1995 року з партнером Іваном Омельченком заснував приватне підприємство у галузі оптово-роздрібної торгівлі.
2000 — партнери заснували «Снек-Експорт» — майбутнього лідера снекового ринку України і виробника брендів Semki, «Козацька розвага», «Флінт», «Мачо» і «Морські». 2007 року бізнес поповнився виробництвом товарів народного споживання (компанія «Рідний продукт»), целюлозно-паперової продукції (компанія «Чиста планета»), дистрибуцією товарів, транспортними перевезеннями і девелопментом. Всі підприємства було об'єднано в групу компаній під назвою S.I. Group.
2013 — річний оборот компанії склав 2,7 млрд грн.
У вересні 2014 року відбулася реорганізація компанії.
Рибалка й Іван Омельченко закрили корпорацію, її було розділено між партнерами. Компанії, які залишились Рибалці і його родині, об'єднались під брендом «S. Group». S. Group розвиває торговельні марки «Козацька слава» (до 2014 — «Козацька розвага»), Semki, «Мачо», RED, FunNut, KartoFun, Snekkin, целюлозно-паперовий напрямок — Fantasy, Fantee. Також в управлінні Сергія Рибалки залишилося просування продукції на деяких зовнішніх ринках, у тому числі в Грузії і Киргизії. S. Group вийшла з бізнесу у Росії, в управлінні нової компанії родини Івана Омельченка — «Снек Продакшен» — залишився завод із виробництва снеків у Липецьку.
Оборот своєї частини Сергій Рибалка в 2014 році оцінював в 1,6 млрд гривень.
Родичі Сергія Рибалки є 100 % власником компанії. Основним засновником є батько Сергія Рибалки — Віктор Федорович. Брат С. Рибалки Дмитро Рибалка є головою наглядової ради S. Group.
Після обрання народним депутатом у 2014 році Сергій Рибалка не бере участі в операційній діяльності компаній групи, натомість офіційно декларує доходи від роялті на використання належних йому торгових марок.

### Політика
Двічі обирався депутатом Дніпровської міськради в 2002 і 2006 роках, де був секретарем постійної комісії з питань законності, правопорядку та охоронної діяльності.
Після обрання нардепом 2014 року за списками Радикальної партії Ляшка Рибалка став головою Комітету ВРУ з питань фінансової політики та банківської діяльності. У вересні 2017 року Рибалка відкликаний з посади голови Комітету. Офіційна причина — заява політика 2015 року, коли фракція Радикальної партії вийшла зі складу парламентської коаліції. Сам Рибалка вважає це рішення наслідком політичного тиску і політичним переслідуванням.

### Волонтер
З початком Російсько-української війни група компаній сім'ї Рибалки створила волонтерський центр «Надія» для допомоги солдатам і громадянам із зони ATO. Серед іншого волонтери допомагали солдатам в кількох міських лікарнях Дніпра.
Центр також взяв шефство над центром реабілітації дітей з особливими потребами «Лелека» в прифронтовій зоні в Попасній Луганської області. Патріотичний флешмоб, який був організований в центральному офісі компанії в серпні 2014 року, зібрав понад 1 млн гривень для української армії.
2016—2017 — Сергій із Незалежною асоціацією психологів України організував заходи для розвитку дітей із особливими потребами, ініціював пісенний конкурс серед талановитих дітей Дніпропетровської області, переможці якого змогли поїхати на екскурсію на «Євробачення-2017» до Києва.

### Особисте життя
- Мати — Рибалка Євгенія Едуардівна, 1955 року народження.
- Батько — Рибалка Віктор Федорович, 1950 року народження.
- Донька — Рибалка Роксолана Сергіївна, 2009 року народження.
- У 2006 році уклав шлюб з Ганною Буткевич (донька Геннадія Буткевича, співвласника АТБ-Маркет). В березні 2013 подружжя розлучилося, в лютому 2018 року він опублікував документи, відповідно до яких заплатив аліментів на 3,7 млн грн[21].